# Dingo champion de boxe
Pour plus de détails, voir Fiche technique et Distribution.
Dingo champion de boxe ou L'art de l'auto-défense (titre original : The Art of Self Defense) est un court métrage d'animation américain réalisé par Jack Kinney et produit par les studios Disney, avec Dingo, sorti en 1941.

## Synopsis
Dingo montre l'art de l'autodéfense à travers les âges, depuis l'homme des cavernes à la boxe moderne.

## Fiche technique
- Titre original :  The Art of Self Defense
- Titre  français :  Dingo champion de boxe
- Série : Dingo
- Réalisation :  Jack Kinney
- Animation : Art Babbitt, Rex Cox, Ralph Wright
- Production : Walt Disney
- Société  de  production : Walt Disney Productions
- Société de distribution : RKO Radio Pictures et Buena Vista Distribution
- Format :  Couleur (Technicolor) - 35 mm - 1,37:1 - Son mono (RCA Sound System)
- Durée :  8 minutes
- Langue :  Anglais
- Pays :  États-Unis
- Dates de  sortie :  États-Unis : 26 décembre 1941

## Distribution

### Voix originales
- George Johnson : Dingo
- John McLeish : Narrateur

### Voix françaises

#### 1erdoublage (1947)
- René Marc : Narrateur

#### 2edoublage (1989)
- Philippe Dumat : Narrateur

#### 3edoublage (2002)
- Michel Elias : Narrateur

## Commentaires
Tout comme Le Planeur de Dingo sorti un an plus tôt, ce film et le précédent (Leçon de ski) sont considérés comme précurseurs de la sous-série des Comment... (How to...).

## Titre en différentes langues
D'après IMDb:
- Argentine : El Arte de mí defensa
- Suède : Jan Långben lär sig boxas, Självförsvar

## Sorties DVD
- Les Trésors de Walt  Disney : L'Intégrale de Dingo (1939-1961).